# Caixa de primeiros socorros

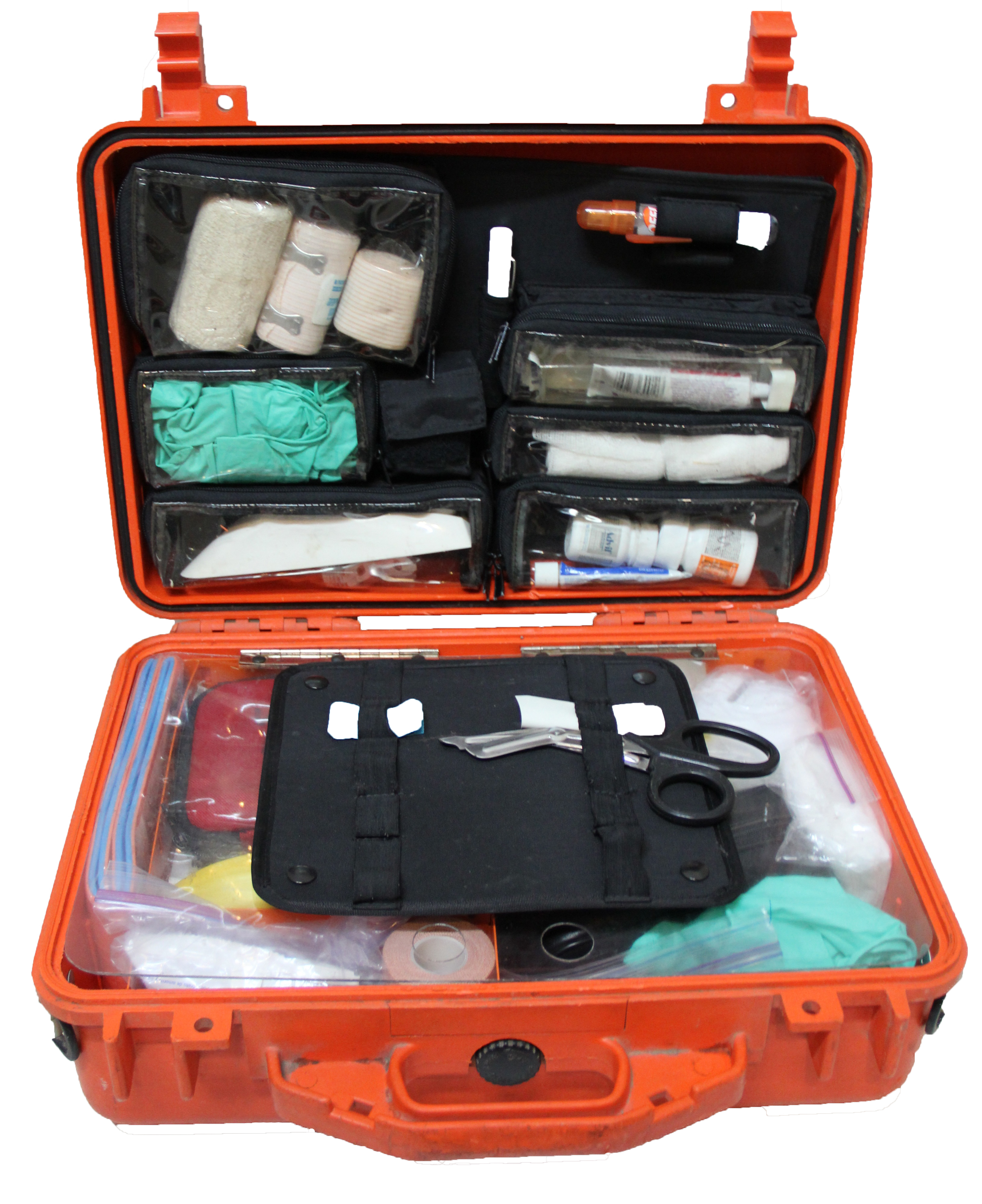
Caixa de primeiros socorros portátil com material diverso.

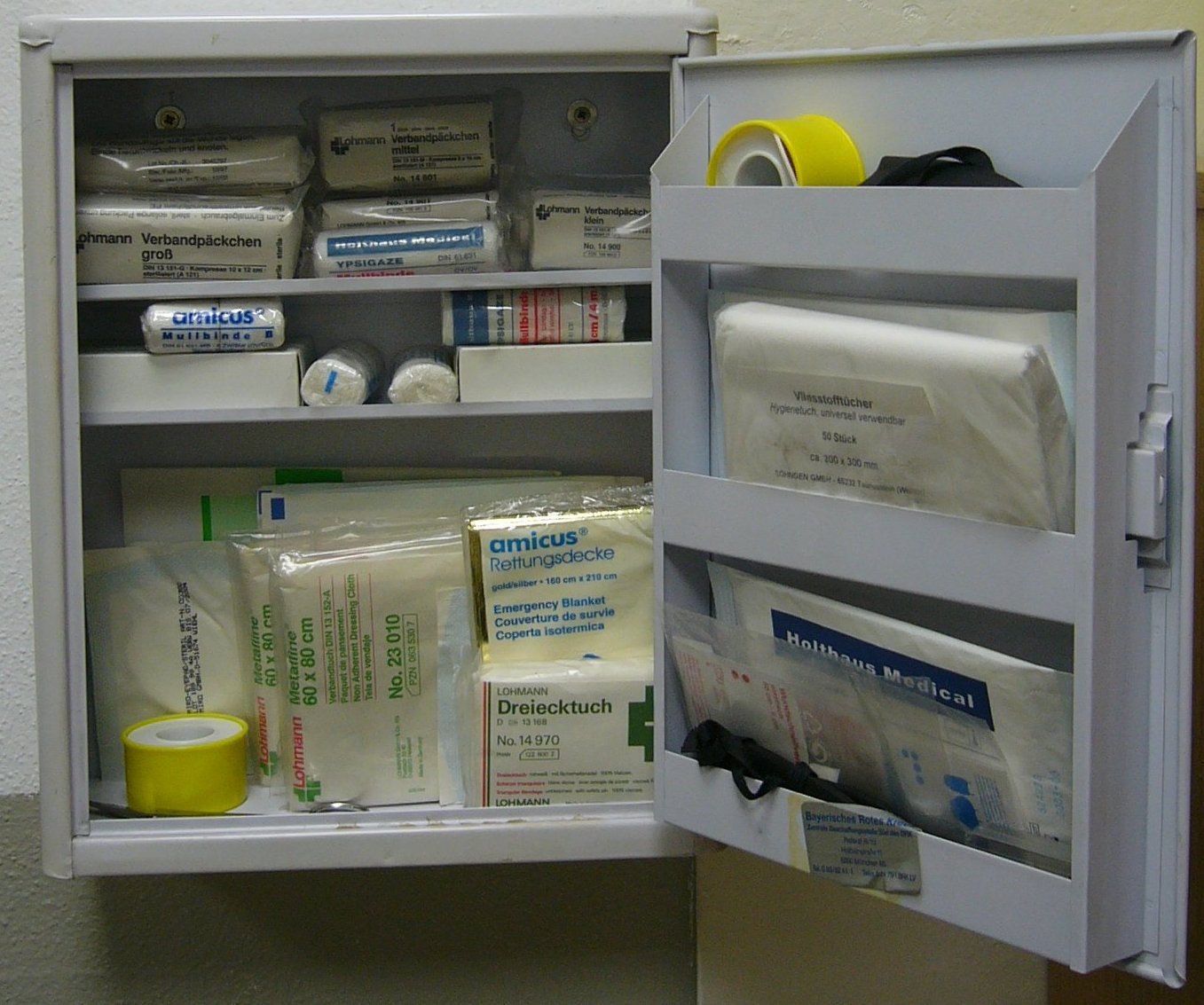
Caixa de primeiros socorros fixa com material diverso.

Uma caixa de primeiros socorros (também kit de primeiros socorros) é uma embalagem que contém utensílios e produtos utilizados para administrar primeiros socorros. A disponibilidade de uma caixa de primeiros socorros é recomendada, e em alguns locais e situações é obrigatória.
Em geral, a caixa de primeiros socorros é amovível e transportável para que se possa administrar o socorro mais perto de quem necessita, mas em edifícios pode estar também restrita a um certo local. Em hospitais e locais similares, as caixas de primeiros socorros são em geral mais completas.
Exemplos de utensílios e produtos incluídos em caixas de primeiros socorros mais simples são:
- Tesoura
- Pinça
- Gaze
- Esparadrapo / adesivo

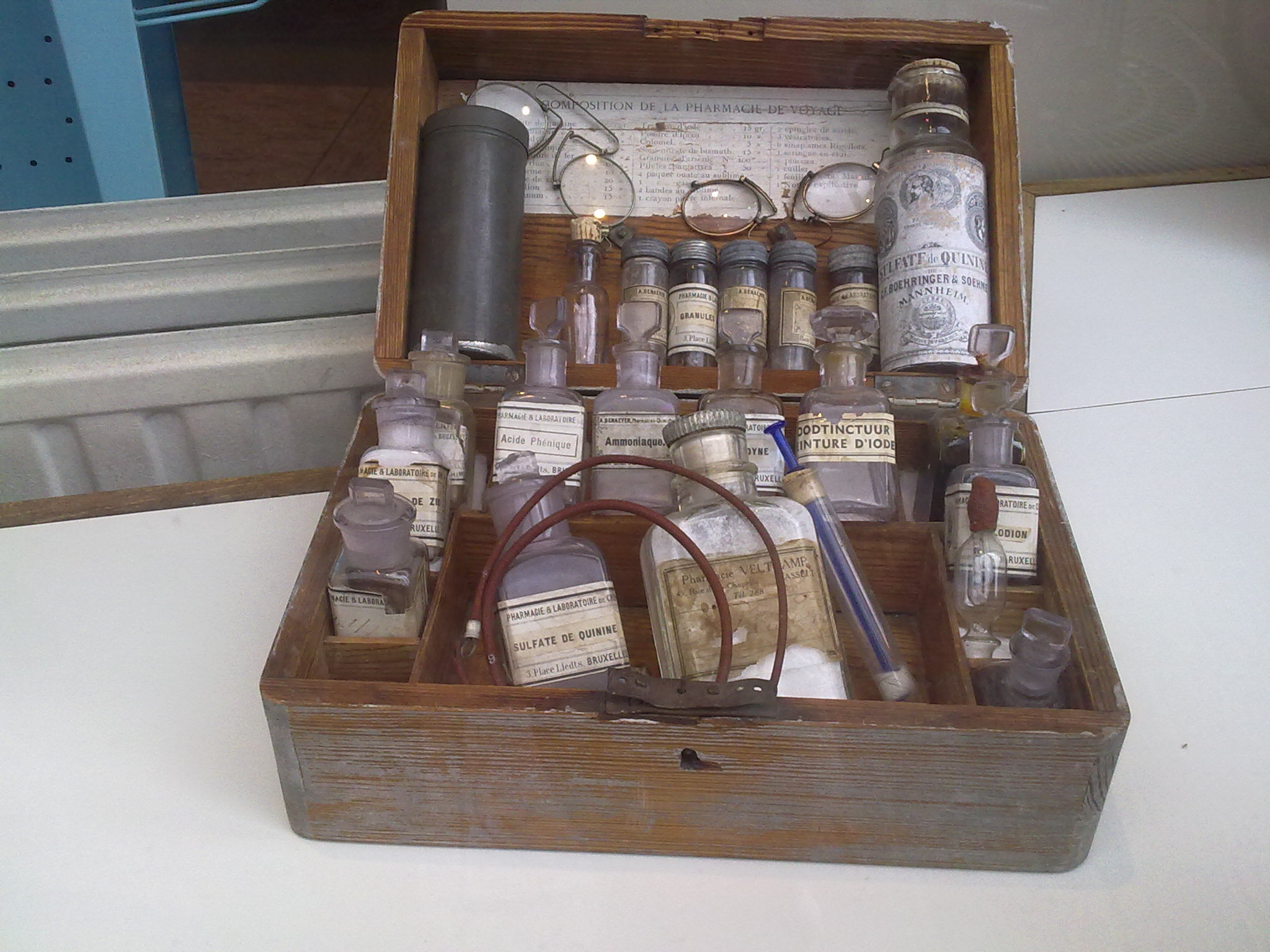
Caixa de primeiros socorros de viagem (início do século XX).

- Sabão, sabonete ou produto equivalente
- Desinfetante (do tipo antissético, para desinfeção de feridas ou cortes)
- Água oxigenada
- Pensos rápidos
- Ligaduras e compressas
- Álcool
- Termómetro
- Luvas esterilizadas
- Algodão
- Saco de calor instantâneo e saco de frio instantâneo
- Alfinetes-de-ama

Numa viagem é conveniente levar a quantidade suficiente de medicamentos, entre eles soro fisiológico, analgésicos, antidiarreicos ou outros, conforme a situação clínica dos interessados e o local de viagem.